# هزار و یک شب (مجموعه تلویزیونی)
هزار و یک شب نام یک مجموعه تلویزیونی است که در سال ۱۳۵۳ و به کارگردانی پرویز نوری ساخته شد و از تلویزیون ملی ایران پخش گردید.

## خلاصهٔ داستان
فیلم هزار و یک شب با زبانی طنز، به تصویر کشیده است و سرگذشت علاء الدین است که زنده یاد ارحام صدر،با لحجه ی شیرین اصفهانی،به خوبی در این نقش ظاهر میشود.
در پی حوادثی، با دو جن چراغ و انگشتر روبرو میشود.
بخش اول داستان بر میگردد به روستای محل سکونت علاء الدین و آشنائی با جن چراغ که غلومی نام داشت.
غلومی با باطل کردن طلسم زن ساحره به رهائی علاء الدین کمک کرد.  در این بخش از فیلم، زن ساحره ای اجیر شده بود،که با ساخت عروسکی متصل به نخ،اختیار علاء الدین را بدست گرفته و برایش دردسر ساز می شد.
بخش دوم فیلم،علاء الدین را در شهر تهران نشان میدهد و در پی وقایعی،انگشتری به او میرسد که جن آن،موسوم به جعفر جنی، در شهر به یاری اش می شتابد و پس از برآورده کردن سه آرزو،علاءالدین دوباره خود را در روستای محل سکونت خود می بیند.

## بازیگران
رضا ارحام‌صدر : علاء الدین
شهرزاد یوسفی:شهرزاد قصه گو
منوچهر فرید : سرور 
رضا هوشمند:حکیم باشی
زهره جلیل وند:طوطی
حسن خیاط باشی:جن انگشتر(جعفر جنّی)
منصور جهانشاهی:جن چراغ (غلومی)
مسعود جم‌آسمانی:نورالدین
افروز:ندیمه
هنگامه:دنیا زاد
هوشنگ بصیری:?